# Сапотови
Сапотови (Sapotaceae) е семейство покритосеменни растения. Включва над 50 рода и около 1200 вида.
Представителите на семейството допринасят значително за структурата и функцията на тропическите гори и осигуряват важен източник на храна за много животни. Икономическото значение също е голямо, тъй като някои растения се използват за производство на латекс.